# Anès
Pour les articles homonymes, voir Añes.
L'Anès est une rivière du département Cantal, en France affluent de la Rance sous-affluent du Célé donc sous-affluent de la Garonne par le Lot.

## Géographie
De 17,1 km de longueur, l'Anès prend sa source sur la commune de Roumégoux dans le département du Cantal sous le nom de ruisseau des Ols et se jette dans la Rance sur la commune de Saint-Étienne-de-Maurs.

### Département et communes traversées
- Cantal : Parlan, Roumégoux, Saint-Julien-de-Toursac, Rouziers, Boisset, Saint-Étienne-de-Maurs.

## Principaux affluents
- Ruisseau de Labroussette : 2 km
- Ruisseau de Lascols  : 8,4 km